# First Data Field
Das First Data Field ist ein Baseball-Stadion in der US-amerikanischen Stadt Port St. Lucie im Bundesstaat Florida.
Die Spielstätte hat ein Fassungsvermögen von 7.160 Zuschauern. Das Stadion wird für das Spring Training der New York Mets aus der Major League Baseball (MLB) verwendet, aber auch die Heimspielstätte der St. Lucie Mets der Florida State League (FSL). Ein Nebenplatz wird von den Gulf Coast League Mets genutzt.

## Geschichte
Das First Data Field wurde von 1986 bis 1988 unter der Bezeichnung Port St. Lucie Sports Complex erbaut und am 5. März des Jahres mit dem Spiel der Mets gegen die Los Angeles Dodgers eingeweiht. Die Eröffnungspartie vor ausverkauftem Haus mit 6.649 Zuschauern gewannen die Dodgers mit 5:2 im 10. Inning. Bei dem Spiel durchschlugen Foulbälle zweimal Plexiglasscheiben im unteren Bereich der Logen hinter der Home Plate. Beim Stand von 2:2 im neunten Inning setzte sich unvermittelt die Sprinkleranlage zur Bewässerung des Spielfeldes in Betrieb.
Bis 2004 trug es den Namen des Bauträgers Thomas J. White, der zusammen mit dem Sportjournalisten Jack Champion, die Mets nach Port St. Lucie holte. Zuvor führten die New Yorker ihr Spring Training von 1962 bis 1987 im Al Lang Stadium in Saint Petersburg, Florida, durch. 2004 änderten die New York Mets auch den Namen in Tradition Field. Tradition ist eine Gemeinschaft in Port St. Lucie. Zugleich wurde das Stadion für 10 Mio. US-Dollar renoviert. Digital Domain, ein Produktionsstudio für visuelle Effekte, wurde 2010 Namenssponsor und die Spielstätte trug den Namen Digital Domain Park. Zum Ende der Saison 2012 ging Digital Domain in die Insolvenz. Übergangsweise benannte man die Anlage Mets Stadium. Im Februar 2013 gaben die Mets bekannt, dass man sich ein weiteres Mal auf einen Sponsorvertrag mit Tradition Florida geeinigt hat.
2012 wurden einige Umbauten im Stadion vorgenommen. Die Tribüne am Right Field mit 500 Plätzen wurde durch eine Freiluft-Bar mit Grill ersetzt. Der Bereich des Right Field wurde mit dem Bereich der Outfield-Grasberme verbunden. Dies ermöglicht einen einfacheren Zugang zur Spielstätte. Des Weiteren wurde die Anzeigetafel modernisiert. Sie erhielt u. a. eine HD-Videowand.

## Firsts
- First Pitch: Rick Aguilera (New York Mets) – 5. März 1988
- First Batter: Steve Sax (Los Angeles Dodgers) – 5. März 1988
- First Hit: Single von Steve Sax (Los Angeles Dodgers) – 5. März 1988
- First Home Run: John Gibbons (New York Mets) – 10. März 1988
- Winning Pitcher: Brian Holton (Los Angeles Dodgers) – 5. März 1988
- Losing Pitcher: Todd Welborn (New York Mets) – 5. März 1988
- First Save: Mike Hartley (Los Angeles Dodgers) – 5. März 1988